# Olympique d'Alès en Cévennes
Maillots
Actualités
L'Olympique d'Alès en Cévennes est un club français de football basé à Alès et fondé en 1923 sous le nom d'Olympique alaisien.
Étant l'un des clubs pionniers du football gardois avec le Nîmes Olympique, le club se fait rapidement une place dans la très relevée Division d'Honneur du Sud-Est au côté du FC Sète ou de l'Olympique de Marseille. C'est donc tout naturellement que le club fait partie des participants à la première édition du championnat professionnel en 1932.
Après trente ans de professionnalisme, les Gardois retrouvent les niveaux amateurs, et malgré une réapparition furtive en Division 2 dans la fin des années 1970, ce n'est qu'à partir de la saison 1982-1983 que le club se stabilise à nouveau dans le monde professionnel.
Après avoir à nouveau connu la CFA à la fin des années 1990, le club espère redorer son blason en National. Mais, si les résultats sportifs sont satisfaisants, c'est le financier qui va faire plonger le club. En 2003, le club est placé en liquidation judiciaire et se retrouve relégué en Division d'Honneur.
Le club évolue principalement au stade Pierre-Pibarot pour ses matchs de National 3 qu'il a retrouvé lors de la saison 2013-2014 après avoir fini premier de Division d'Honneur en 2013.
En 2021, le club atteint les 16es de finale de la Coupe de France contre Montpellier HSC. En 2022, le club accède au championnat de National 2, 20 ans après avoir quitté cette 4ème division. En 2023, le club affronte au Stade Pierre Pibarot le Paris Football Club en 32es de finale de Coupe de France et s'incline finalement 2-1 contre l'équipe parisienne. En 2024, après deux saisons en National 2 et dans un contexte de réorganisation des championnats, le club termine 10e de sa poule et est rétrogradé en National 3.

## Histoire

### La naissance de l'Olympique Alésien (1923-1932)
L'Olympique alésien est né en 1923 par la fusion de trois clubs de la ville d'Alès, le Red Star, le Boxing et le CS Cheminots. Sous la direction de son président-fondateur, Richard Ducros, le club cévenol gravit les échelons et intègre la très difficile Division d'Honneur du Sud-Est. Les internationaux français Léon Huot et Jean Batmale, ainsi que les Suisses Seiller et Berthel et les Anglais Cornelius, Smoker, West et Skinner sont les vedettes de l'Olympique alésien de l'époque et remportent la seconde édition du Championnat du Languedoc en 1924. Dans ses premières années, le club essaye plutôt de percer en Coupe de France. Après avoir subi une humiliation face à l'AS Valentigney (6-0) en 16e de finales lors de l'édition 1928 et une courte défaite face à l'US Belfort (1-0) lors de l'édition 1929, les Alésiens retrouvent sur leur route en 1930 les tenant du titre lors des 16e de finale. C'est à Nîmes que les Gardois vont mesurer la différence de niveau qui les sépare des joueurs du SO Montpelliérain en s'inclinant lourdement sur le score de trois buts à zéro.
Lors de la saison 1930-1931, le club monte en puissance et dispute lors de l'ultime journée un match décisif pour l'attribution du titre de Division d'Honneur du Sud-Est face au SO Montpelliérain. En effet, après avoir écarté de la course au titre des équipes comme l'Olympique de Marseille, le FC Sète ou encore l'AS Cannes et le SC Nîmois, les Alésiens accueillent leur voisin héraultais au stade de la Prairie, lors d'une finale qui tourne rapidement à l'avantage des visiteurs. Mené deux buts à zéro et inspiré par le précédent d'un match opposant leur équipe au FC Sète, les supporteurs alésiens vont envahir pacifiquement le terrain pour empêcher que la rencontre aille à son terme. Les Sétois avaient en effet obtenu que le match soit rejoué à la suite d'un envahissement du terrain lors d'une journée précédente. Cependant, la commission de la Ligue ne prend pas la même décision et donne perdu le match à l'Olympique alésien, scellant ainsi le titre de champion du SO Montpelliérain.

### Les débuts du professionnalisme (1932-1961)
Sous l'impulsion du président Émile Lamarque, l'Olympique alésien est un des tout premiers clubs à croire au professionnalisme, ce qui lui vaut d'être intégré à la première édition du Championnat de France de football en 1932. Le club termine à la dernière place du groupe B et se retrouve relégué en Division 2 qui vient d'être créée afin de promouvoir le professionnalisme. Après une seule saison passée dans l'antichambre de l'élite, le club gardois va remonter grâce à une première place obtenue dans le groupe Sud de Division 2 1933-1934, ne décrochant pas le titre de deuxième division face au Red Star Olympique. Les Cévenols vont se maintenir deux saisons au plus haut niveau grâce notamment à William Martin et Cellar, avant de redescendre en Division 2 en 1936.
Durant la Seconde Guerre mondiale, le club participe aux championnats de guerre avec plus ou moins de réussite. Le club est alors sous les ordres de René Dedieu, l’entraîneur qui a permis au FC Sète de réaliser le doublé en 1934. Après deux saisons passées en Division 2 après la guerre, les hommes de Pierre Pibarot, le nouvel entraîneur, réussissent à se hisser une nouvelle fois dans l'élite en 1947, sans réel succès puisqu'ils n'y passent qu'une saison avant de redescendre.
Le club stagne en Division 2 pendant de nombreuses saisons avant de retrouver l'élite en 1957 grâce à René Dedieu revenu au club après avoir vadrouillé un peu partout en France. L'Olympique alésien reste seulement deux saisons dans l'élite mais cela lui permet de réaliser de belles affluences au Stade de la Prairie avec notamment plus de vingt mille spectateurs lors du derby gardois face au Nîmes Olympique.
En 1961, le club cévenol abandonne le statut professionnel pour causes financières, ce qui met fin à l'âge d'or de l'Olympique alésien qui aura, malgré tout, permis l'éclosion de nombreux bons joueurs comme Pierre Pibarot, Marcel Rouvière, Robert Siatka ou Yvan Garofalo et qui aura vu passer de grands joueurs comme Jean Pelazzo, Claude Mallet ou encore Mohammed Abderrazack.

### La traversée du désert (1961-1977)
L'Olympique alésien entame une longue traversée du désert à la suite de sa rétrogradation administrative qui débute dans l'anonymat des championnats départementaux du Gard. Jean Molla, responsable de l'équipe à la fin des années 1960, rapporte les difficultés pour un club ayant une histoire glorieuse de se retrouver à ce niveau. 

« Alès, dans le coin, c'est un peu comme Saint-Étienne sur le plan national. Entendez par là que, compte tenu du passé de notre club, nous sommes les hommes à battre dans tous les patelins de la région. »

En 1963, le club fusionne avec le Cévennes Sport d'André Larguier et prend alors le nom d'Olympique d'Alès en Cévennes. Le stade de la Prairie est abandonné durant cette période difficile, il ne retrouve des couleurs que lors de matchs de prestige comme celui opposant le Nîmes Olympique à l'Olympique de Marseille en 1970. Cette année-là, le club gardois est promu par décret fédéral dans la toute nouvelle Division 2 dites « Open » mais n'y reste qu'une seule saison et se retrouve une nouvelle fois englué aux portes du professionnalisme. Il faudra pas moins de six saisons à l'OAC pour retrouver la deuxième division en 1977.

### Le retour au professionnalisme (1977-1996)
L'Olympique d'Alès va se maintenir trois saisons en Division 2 sans pour autant y briller, ne réalisant comme coup d'éclat durant cette période que l'élimination en Coupe de France 1978-1979 du FC Sochaux lors d'un match à suspense se terminant sur le score de trois buts partout au bout d'une longue séance de tirs au but. De retour en Division 3, les Alésiens vont rater le coche la première saison en échouant à seulement quelques points du très ambitieux SC Toulon, mais vont se ressaisir sous l'impulsion de leur entraîneur Michel Cassan dès la saison suivante en survolant leur groupe afin d'obtenir le précieux ticket de retour en Division 2.
Afin de ne pas faire une nouvelle fois l'aller-retour entre les deux divisions lors de la saison 1982-1983, le président Gauthier nomme Léonce Lavagne au poste d’entraîneur à la suite d'une nouvelle défaite face au Nîmes Olympique un but à zéro. Le nouvel entraîneur enchaîne une série de cinq matchs sans défaite, mais ne peut éviter la relégation en terminant à la 16e place du groupe A de seconde division. Cependant, à la suite de l'abandon de l'US Nœux-les-Mines, le conseil d'administration de la Ligue nationale décide de maintenir deux clubs en Division 2, le FC Montceau 16e de l'autre groupe et l'Olympique d'Alès sauvé grâce à la présence dans le conseil de Jean Sadoul, ancien président de l'Olympique alésien.
Le club cévenol va se montrer digne de cette faveur en réalisant une série de douze saisons au cours desquelles les Alésiens vont terminer dans les dix premiers du classement. L'OAC accroche une place de barragiste lors de l'édition 1985-1986 avec une équipe ayant une moyenne d'âge de 23 ans mais le FC Mulhouse met fin aux rêves des hommes de Léonce Lavagne de retrouver l'élite du football français. Grâce à une volonté de fer des dirigeants alésiens, la plupart des joueurs de l'effectif sont encore présents la saison suivante, le club ratant de peu une nouvelle participation au barrage d'accession, mais réalisant surtout un magnifique parcours en Coupe de France 1986-1987. En effet, après avoir éliminé notamment le CS Thonon, le Tours FC et le RC Strasbourg, les Cévenols atteignent les demi-finales où ils retrouvent les Girondins de Bordeaux qui ne parviendront pas à faire chuter les Gardois, ne devant leurs qualifications qu'à l'avantage d'avoir inscrit deux buts à l'extérieur (0-0/2-2). La saison suivante, le club est une nouvelle fois battu lors des barrages d’accession en Division 1 par le SM Caen.
À partir de 1991, le club commence à décliner et cela malgré l'éclosion du talentueux Sabri Lamouchi, les Alésiens enchaînent les 10e places au classement sans jamais pouvoir espérer retrouver l'élite du football national. Lors de la saison 1995-1996, le club vit un véritable cauchemar ne remportant que quatre matchs sur quarante-deux et se retrouvant lanterne rouge durant la quasi-totalité de la saison. Le club est rétrogradé en National 1 la saison suivante, José Pasqualetti étant tout de même maintenu jusqu'à la sixième journée.

### La descente aux enfers (1996-2006)
Après la rétrogradation en National 1, l'OAC va, petit à petit, décliner. Lors de la saison 1996-1997, réforme des championnats oblige, le club va, une nouvelle fois, être rétrogradé puisque seuls les huit premiers de chaque groupe étaient conservés à ce niveau de la compétition. Le club perd ainsi son statut de professionnel, ce qui va encore plus compliquer l'avenir du club.
Relégué en CFA, les Cévenols vont tout de même retrouver quelques ambitions et, après trois saisons passées au quatrième échelon du football français, l'OAC retrouve le National sous les ordres de Serge Folcher et sous la présidence de Jean-Marie Roger. Le club alésien va alors connaître trois saisons plutôt confortables au niveau sportif en terminant régulièrement dans le ventre mou du classement mais, à l'issue de la saison 2002-2003, la DNCG s'oppose au maintien du club en National et rétrograde le club en Division d'Honneur. Cette décision entraîne la liquidation judiciaire de la SAEMS; ainsi l'association amateur, sous la présidence de Claude Crégut, reprend les choses en main. Malgré une victoire en coupe Gard-Lozère en 2005, le club va continuer sa dégringolade lors de la saison 2005-2006, où trois entraîneurs se succèdent, Patrick Synaeghel est limogé en janvier, remplacé par Rudy Gargallo qui est, lui-même, remplacé en avril par Henri Orlandini. Cependant le club ne peut éviter la relégation en Division d'Honneur Régionale et ce malgré la démission du président Claude Crégut au mois de mars, remplacé par Christian Lasch.
Toute l'équipe est changée lors de la saison 2006-2007. Un nouvel entraîneur, José Carrascosa, un nouveau président, Jean-Michel Baldy et, surtout, un nouveau manager général en la personne de Jean-Marie Pasqualetti, qui joue également au poste de défenseur dans le club, de retour après trois saisons passées au Nîmes Olympique. L'équipe finit première de son groupe de DHR et remonte en Division d'Honneur. Lors de l'intersaison, le meilleur buteur du club, Mickaël Guider (16 buts), quitte l'OAC et est remplacé par Allann Petitjean, meilleur buteur du club lors de la saison 2002-2003 en National. Malgré une excellente saison de José Carrascosa, il est remercié et remplacé par Olivier Dall'Oglio, ancien joueur du club qui s'occupait de la réserve de l'ES Troyes AC. Lors de cette nouvelle saison de reconstruction, l'équipe termine à une encourageante 4e place de Division d'Honneur.

### Le renouveau (depuis 2009)

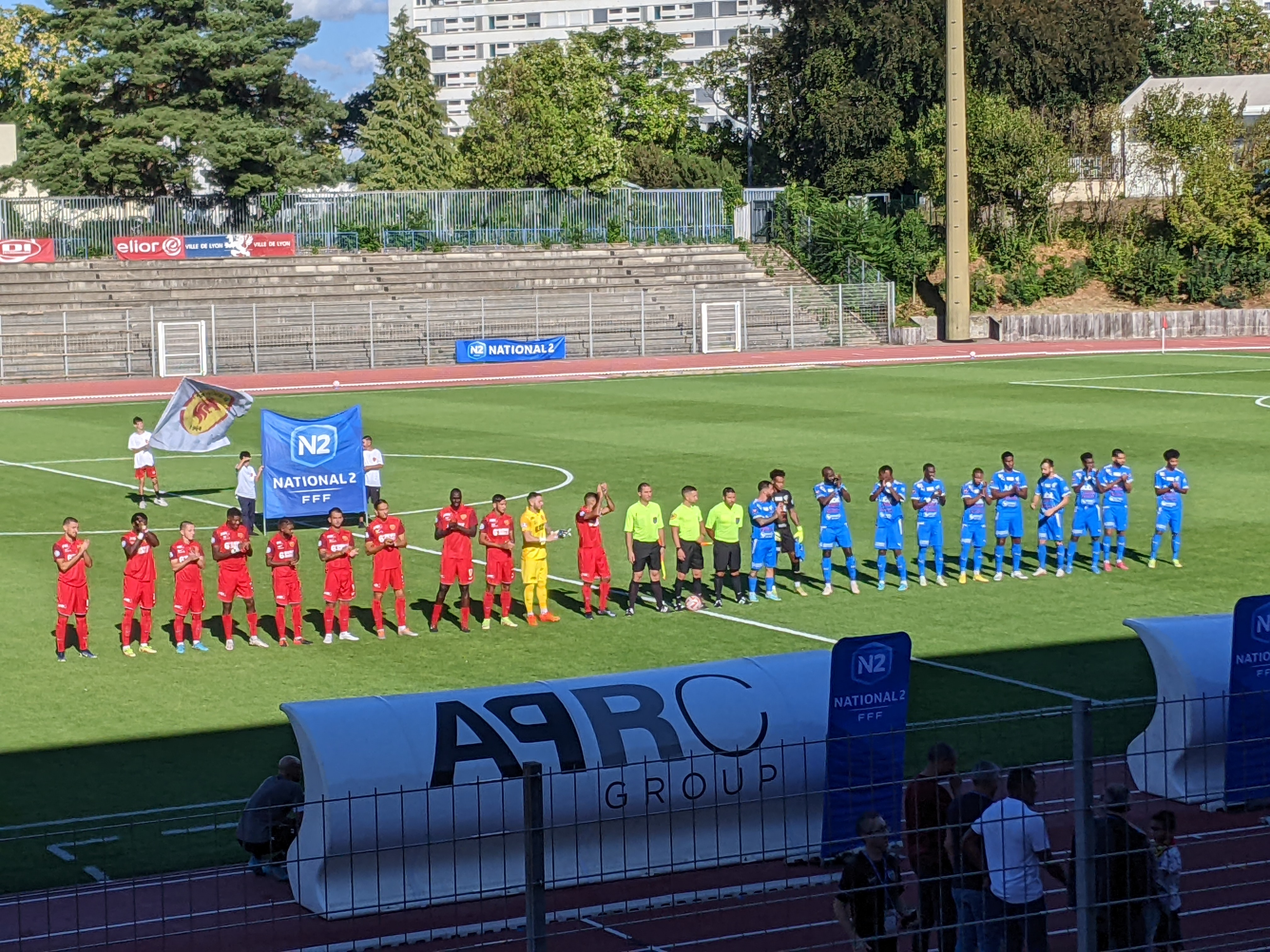
Match contre Lyon-La Duchère en National 2 (2022).

En 2009, Didier Bilange prend la présidence de l’OAC et introduit Jean-Marie Pasqualetti au poste d’entraîneur puis de directeur sportif. Le projet du club pour 2009 est la montée en CFA 2. Le club se relance alors lors des trois saisons suivantes, ratant la montée en CFA 2 de seulement quelques petits points et réalisant de belles prestations en coupe de France, en éliminant notamment le 30 octobre 2011, le Nîmes Olympique qui évolue pourtant trois divisions au-dessus (2-2, 4 tirs au but à 2). Le 26 mai 2013, lors du dernier match de la saison sur le terrain du Perpignan Canet FC, les Alésiens s'imposent un but à zéro et accèdent au CFA 2 après 10 ans passés au niveau régional. La saison suivante (2013-2014), l’OAC se maintient en CFA 2 en terminant 7ème du championnat et s’illustre en Coupe de France en battant l’AC Arles-Avignon, pensionnaire de Ligue 2, 3-0 lors du 7ème tour. Le tour suivant ils s’inclineront face à l’AS Cayolle.
En 2014-2015, les Olympiens terminent 5ème de CFA 2. Ils offriront encore un match face à une équipe de L2 lors du 7ème tour de Coupe de France mais s’inclineront 0-1 cette fois-ci face à l’AC Ajaccio. Lors de la saison 2018-2019 de National 3, le nouvel entraîneur, Stéphane Saurat, conduit le club à la deuxième place du classement avec un point de moins que la réserve du Montpellier HSC. Cette deuxième place empêche de peu l'OAC d'accéder en National 2.
En septembre 2019, Didier Bilange annonce la nomination de Philippe Mallaroni, universitaire, consultant notamment spécialisé en économie du sport et ancien président du Stade Olympique Millau - Football, comme nouveau manager général du club. Ce dernier assurera la direction générale du club et la conduite du projet tandis que Jean-Marie Pasqualetti est confirmé à la direction sportive. Stéphane Saurat est maintenu en tant qu'entraîneur. Un nouveau projet de club est annoncé, visant à conduire l'OAC en National en trois ans. La crise sanitaire mondiale liée à la COVID-19 et les deux saisons sportives mises à l'arrêt par les autorités retardent le projet du club. En 2021, le club, qui évolue toujours en National 3, atteint les 16èmes de finale de la Coupe de France, avant d'être battu 2-1 par le Montpellier HSC. En 2022, le club accède enfin au championnat de National 2, 20 ans après avoir quitté cette 4e division. Lors de la saison 2022-2023, après l'élimination d'Alès au 7e tour de Coupe de France, l'entraîneur Stéphane Saurat annonce sa démission. Il est remplacé par Hakim Malek, ancien entraîneur du Hyères Football Club. En 2023, le club affronte au Stade Pierre Pibarot le Paris Football Club en 32es de finale de Coupe de France et s'incline finalement 2-1 contre l'équipe parisienne. En 2024, après deux saisons en National 2, le club termine 10e de sa poule et ne parvient pas à se maintenir, la réorganisation des championnats prévoyant pour la seconde année consécutive cinq rétrogradations sportives lors de la saison 2023-2024. Le club a donc été rétrogradé en championnat de National 3. Durant l'été 2024 et dans l'objectif d'une remontée immédiate en National 2, les dirigeants recomposent l'équipe première et annoncent la signature du footballeur professionnel Nicolas Benezet puis de Yohan Mollo pour la nouvelle saison 2024-2025. Le 20 janvier 2025, le club annonce se séparer d'un commun accord de son entraîneur Hakim Malek. Jean-Marie Pasqualetti le remplace en tant qu'entraîneur de l'équipe première. Le 1er mai 2025, à deux matchs de la fin de saison et alors que le club occupe la deuxième place du championnat, le président Didier Bilange annonce quitter ses fonctions après 15 ans aux commandes du club gardois. Philippe Mallaroni, le manager général, quitte également son poste après 6 ans à la direction générale du club. Après une première partie de saison difficile, Alès conclut 2024-2025 par une série de neuf victoires, deux nuls et une seule défaite. L’Olympique d’Alès en Cévennes termine sa saison à la deuxième place de la poule J avec 50 points et à 10 points du leader pourtant battu lors des deux rencontres par l'équipe. Le 18 mai 2025, la presse annonce que le vice-président du club et entrepreneur gardois Jean-Christophe Lafont, prend la présidence de l'Olympique d'Alès. Jean-Marie Pasqualetti est à nouveau confirmé au poste d’entraîneur. 

## Parcours en championnat
La frise chronologique suivante montre l'évolution des championnats de la Fédération française de football et de la Ligue de football professionnel auxquels l'Olympique d'Alès en Cévennes a participé au cours de son histoire. Les noms des championnats et le nombre de niveaux ont évolué au cours des années. Pour les championnats nationaux, se reporter à l'article football en France, pour les championnats régionaux, à l'article Ligue Auvergne-Rhône-Alpes de football.
| Saison  | Champ                  | Cl  | Pts | J  | G  | N  | P  | Bp  | Bc | Dif | CdF           | CdL             | TdC | CE | M. buteur                   | B  | Entraîneur                                                | Aff       |
| ------- | ---------------------- | --- | --- | -- | -- | -- | -- | --- | -- | --- | ------------- | --------------- | --- | -- | --------------------------- | -- | --------------------------------------------------------- | --------- |
| 1923-24 | Ch.Languedoc           | 1er |     |    |    |    |    |     |    |     |               |                 |     |    |                             |    |                                                           |           |
| 1924-25 | Ch.Languedoc           |     |     |    |    |    |    |     |    |     |               |                 |     |    |                             |    |                                                           |           |
| 1925-26 | DH Sud-Est             | 7e  |     |    |    |    |    |     |    |     |               |                 |     |    |                             |    |                                                           |           |
| 1926-27 | DH-B Sud-Est           |     |     |    |    |    |    |     |    |     |               |                 |     |    |                             |    |                                                           |           |
| 1927-28 | DH Sud-Est             | 6e  |     |    |    |    |    |     |    |     |               |                 |     |    |                             |    |                                                           |           |
| 1928-29 | DH-B Sud-Est           |     |     |    |    |    |    |     |    |     |               |                 |     |    |                             |    |                                                           |           |
| 1929-30 | DH Sud-Est             | 8e  | 8   | 14 | 2  | 4  | 8  |     |    |     |               |                 |     |    |                             |    |                                                           |           |
| 1930-31 | DH Sud-Est             | 6e  | 13  | 14 | 4  | 5  | 5  | 17  | 28 | -11 |               |                 |     |    |                             |    |                                                           |           |
| 1931-32 | DH Sud-Est             | 2e  |     |    |    |    |    |     |    |     |               |                 |     |    |                             |    |                                                           |           |
| 1932-33 | Division 1 Gr B        | 10e | 9   | 18 | 2  | 5  | 11 | 25  | 49 | -24 |               |                 |     |    |                             |    |                                                           |           |
| 1933-34 | Division 2 (Sud)       | 1er | 21  | 14 | 10 | 1  | 3  | 38  | 19 | 19  | 1/32f         |                 |     |    |                             |    |                                                           |           |
| 1934-35 | Division 1             | 13e | 23  | 30 | 10 | 3  | 17 | 52  | 73 | -21 |               |                 |     |    | Odon Pybert                 | 15 |                                                           |           |
| 1935-36 | Division 1             | 16e | 19  | 30 | 5  | 9  | 16 | 39  | 72 | -33 | 1/16f         |                 |     |    |                             |    |                                                           |           |
| 1936-37 | Division 2             | 9e  | 30  | 32 | 11 | 8  | 13 | 49  | 51 | -2  |               |                 |     |    |                             |    |                                                           |           |
| 1937-38 | Division 2 (Sud)       | 12e | 39  | 42 | 14 | 11 | 17 | 59  | 56 | 3   |               |                 |     |    |                             |    | René Dedieu                                               |           |
| 1938-39 | Division 2             | 19e | 30  | 40 | 12 | 6  | 22 | 50  | 76 | -26 |               |                 |     |    |                             |    | René Dedieu                                               |           |
| 1939-40 | Division 1 (Sud-Ouest) | 6e  | 5   | 10 | 1  | 3  | 6  | 16  | 38 | -22 |               |                 |     |    |                             |    | René Dedieu                                               |           |
| 1940-41 | Division 1 (Libre)     | 8e  | 9   | 16 | 3  | 3  | 10 | 11  | 36 | -25 |               |                 |     |    |                             |    | René Dedieu                                               |           |
| 1941-42 | Division 1 (Libre)     | 3e  | 16  | 16 | 6  | 4  | 6  | 21  | 25 | -4  |               |                 |     |    |                             |    | René Dedieu                                               |           |
| 1942-43 | Division 1 (Sud)       | 14e | 21  | 30 | 8  | 5  | 17 | 32  | 56 | -24 |               |                 |     |    |                             |    | René Dedieu                                               |           |
| 1943-44 | CFA Gr D               | 4e  | 18  | 16 | 8  | 2  | 6  |     |    |     |               |                 |     |    |                             |    | René Dedieu                                               |           |
| 1944-45 | Division 1 (Sud)       | 11e | 15  | 22 | 6  | 3  | 13 | 34  | 61 | -27 |               |                 |     |    | Marcel Rouvière             | 17 | René Dedieu                                               |           |
| 1945-46 | Division 2 (Sud)       | 3e  | 35  | 26 | 14 | 7  | 5  | 60  | 35 | 25  | 1/16f         |                 |     |    | Marcel Rouvière             | 24 | Pierre Pibarot                                            |           |
| 1946-47 | Division 2             | 2e  | 58  | 42 | 26 | 6  | 10 | 110 | 68 | 42  | 1/16f         |                 |     |    | Marcel Rouvière             | 40 | Pierre Pibarot                                            | +003 765, |
| 1947-48 | Division 1             | 17e | 25  | 34 | 7  | 11 | 16 | 49  | 79 | -30 | 1/32f         |                 |     |    | André Richardot             | 10 | Pierre Pibarot                                            | +006 000, |
| 1948-49 | Division 2             | 6e  | 42  | 36 | 16 | 10 | 10 | 76  | 57 | 19  | 1/32f         |                 |     |    | André Richardot             | 24 | René Dedieu                                               | +003 794, |
| 1949-50 | Division 2             | 8e  | 34  | 34 | 13 | 8  | 13 | 52  | 52 | 0   | 1/32f         |                 |     |    | André Richardot             | 12 | René Dedieu                                               | +002 819, |
| 1950-51 | Division 2             | 13e | 28  | 32 | 10 | 8  | 14 | 34  | 56 | -22 | 1/8f          |                 |     |    | Jean-Pierre Rochat          | 7  | Louis Pons                                                | +002 300, |
| 1951-52 | Division 2             | 18e | 17  | 34 | 5  | 7  | 22 | 41  | 81 | -40 | 1/32f         |                 |     |    | Rachid Belaid               | 26 | Robert Domergue                                           | +002 118, |
| 1952-53 | Division 2             | 18e | 17  | 34 | 5  | 7  | 22 | 21  | 55 | -34 | 1/8f          | C. Drago 1/4f   |     |    | Maurice Salette             | 6  | Robert Domergue                                           | +001 820, |
| 1953-54 | Division 2             | 17e | 27  | 38 | 10 | 7  | 21 | 31  | 83 | -52 | 1/16f         | C. Drago 2etour |     |    | André Guilcher              | 9  | René Dedieu                                               | +002 750, |
| 1954-55 | Division 2             | 9e  | 36  | 38 | 12 | 12 | 14 | 54  | 52 | 2   | 1/32f         | C. Drago 1/8f   |     |    | R. Belaid et R. Ranzoni     | 10 | René Dedieu                                               | +003 100, |
| 1955-56 | Division 2             | 6e  | 45  | 38 | 17 | 11 | 10 | 64  | 51 | 13  | 1/16f         | C. Drago 2etour |     |    | Roger Ranzoni               | 14 | René Dedieu                                               | +003 300, |
| 1956-57 | Division 2             | 1er | 56  | 38 | 24 | 8  | 6  | 58  | 36 | 22  | 1/16f         | C. Drago 1/8f   |     |    | Pierre Zapata               | 11 | René Dedieu                                               | +004 200, |
| 1957-58 | Division 1             | 14e | 28  | 34 | 10 | 8  | 16 | 41  | 59 | -18 | 1/8f          | C. Drago 1/8f   |     |    | Jean Tokpa                  | 16 | René Dedieu                                               | +006 500, |
| 1958-59 | Division 1             | 19e | 24  | 38 | 8  | 8  | 22 | 45  | 83 | -38 | 1/16f         | C. Drago 2etour |     |    | Jean Tokpa                  | 15 | René Dedieu                                               | +004 650, |
| 1959-60 | Division 2             | 9e  | 40  | 38 | 13 | 14 | 11 | 48  | 42 | 6   | 1/32f         | C. Drago 1/8f   |     |    | Zahar Brahim                | 11 | Marcel Tomazover                                          | +002 550, |
| 1960-61 | Division 2             | 16e | 27  | 36 | 10 | 7  | 19 | 39  | 62 | -23 | 1/8f          | C. Drago 1/8f   |     |    | Mohamed Khalfi              | 15 | Jean Pelazzo                                              | +001 700, |
| 1961-62 | DH Sud-Est (Ouest)     | 12e | 34  | 22 | 4  | 4  | 14 | 19  | 47 | -28 |               |                 |     |    |                             |    | Jean Gallinié                                             |           |
| ...     |                        |     |     |    |    |    |    |     |    |     |               |                 |     |    |                             |    |                                                           |           |
| 1970-71 | Division 2 (Sud)       | 16e | 16  | 30 | 5  | 6  | 19 | 29  | 60 | -31 |               |                 |     |    | Jean-Pierre Noye            | 7  | Jean Molla                                                | +001 620, |
| 1971-72 | Division 3 (Sud-Est)   | 6e  | 28  | 26 | 11 | 6  | 9  | 38  | 23 | 15  | 1/32f         |                 |     |    |                             |    | Jean Molla                                                | +000664,  |
| 1972-73 | Division 3 (Sud-Est)   | 8e  | 29  | 30 | 10 | 9  | 11 | 37  | 39 | -2  |               |                 |     |    |                             |    | Jean Molla                                                | +000484,  |
| 1973-74 | Division 3 (Sud)       | 6e  | 33  | 30 | 14 | 5  | 11 | 44  | 37 | 7   | 1/16f         |                 |     |    |                             |    | Jean Molla                                                | +000628,  |
| 1974-75 | Division 3 (Sud)       | 3e  | 35  | 30 | 14 | 7  | 9  | 42  | 24 | 18  |               |                 |     |    |                             |    | Yves Delset                                               | +001 195, |
| 1975-76 | Division 3 (Sud)       | 6e  | 32  | 30 | 12 | 8  | 10 | 36  | 35 | 1   | 7etour        |                 |     |    |                             |    | Yves Delset                                               | +000753,  |
| 1976-77 | Division 3 (Sud)       | 1er | 43  | 30 | 16 | 11 | 3  | 49  | 27 | 22  | 1/32f         |                 |     |    |                             |    | Guy Roussel                                               | +001 578, |
| 1977-78 | Division 2 Gr A        | 12e | 30  | 34 | 11 | 8  | 15 | 59  | 55 | 4   | 1/32f         |                 |     |    | Pierre Giudicelli           | 19 | Guy Roussel                                               | +002 284, |
| 1978-79 | Division 2 Gr A        | 14e | 28  | 34 | 12 | 4  | 18 | 40  | 52 | -12 | 1/16f         |                 |     |    | Pierre Giudicelli           | 13 | Guy Roussel                                               | +001 886, |
| 1979-80 | Division 2 Gr B        | 18e | 25  | 34 | 8  | 9  | 17 | 37  | 60 | -23 | 1/16f         |                 |     |    | D. Bortolotti et G. Laffont | 7  | Aimé Mignot                                               | +001 518, |
| 1980-81 | Division 3 (Sud)       | 2e  | 42  | 30 | 18 | 6  | 6  | 55  | 34 | 21  | 1/32f         |                 |     |    |                             |    | Aimé Mignot                                               | +001 097, |
| 1981-82 | Division 3 (Sud)       | 1er | 49  | 34 | 19 | 11 | 4  | 79  | 38 | 41  |               |                 |     |    |                             |    | Michel Cassan                                             | +001 294, |
| 1982-83 | Division 2 Gr A        | 16e | 26  | 34 | 8  | 10 | 16 | 34  | 44 | -10 |               |                 |     |    | Rémy Gaba                   | 9  | Michel Cassan puis Léonce Lavagne                         | +001 830, |
| 1983-84 | Division 2 Gr A        | 8e  | 36  | 36 | 10 | 16 | 10 | 37  | 40 | -3  | 1/32f         |                 |     |    | Thierry Gudimard            | 16 | Léonce Lavagne                                            | +001 734, |
| 1984-85 | Division 2 Gr B        | 6e  | 35  | 34 | 12 | 11 | 11 | 33  | 28 | 5   |               |                 |     |    | Thierry Gudimard            | 9  | Léonce Lavagne                                            | +001 984, |
| 1985-86 | Division 2 Gr A        | 2e  | 41  | 34 | 16 | 9  | 9  | 33  | 22 | 11  | 1/32f         |                 |     |    | Thierry Gudimard            | 10 | Léonce Lavagne                                            | +003 220, |
| 1986-87 | Division 2 Gr B        | 4e  | 43  | 34 | 16 | 11 | 7  | 48  | 24 | 24  | 1/2f          |                 |     |    | Didier Monczuk              | 14 | Léonce Lavagne                                            | +003 671, |
| 1987-88 | Division 2 Gr A        | 3e  | 41  | 34 | 15 | 11 | 8  | 39  | 30 | 9   |               |                 |     |    | José Pasqualetti            | 9  | Léonce Lavagne                                            | +003 188, |
| 1988-89 | Division 2 Gr B        | 8e  | 46  | 34 | 10 | 16 | 8  | 33  | 31 | 2   | 1/32f         |                 |     |    | P. Jacquet et R. Zagar      | 6  | Léonce Lavagne                                            | +001 748, |
| 1989-90 | Division 2 Gr A        | 4e  | 43  | 34 | 15 | 13 | 6  | 46  | 29 | 17  | 1/16f         |                 |     |    | Yves Mangione               | 9  | Léonce Lavagne                                            | +002 421, |
| 1990-91 | Division 2 Gr A        | 4e  | 43  | 34 | 17 | 9  | 8  | 37  | 32 | 5   | 1/16f         |                 |     |    | Yves Mangione               | 17 | Léonce Lavagne                                            | +002 294, |
| 1991-92 | Division 2 Gr B        | 10e | 32  | 34 | 9  | 14 | 11 | 31  | 31 | 0   | 1/16f         |                 |     |    | Moussa Traoré               | 11 | Léonce Lavagne                                            | +001 594, |
| 1992-93 | Division 2 Gr A        | 10e | 36  | 34 | 14 | 8  | 12 | 42  | 44 | -2  | 1/32f         |                 |     |    | Mass Sarr                   | 11 | José Pasqualetti                                          | +001 531, |
| 1993-94 | Division 2             | 10e | 41  | 42 | 13 | 15 | 14 | 47  | 50 | -3  | 1/8f          |                 |     |    | Sabri Lamouchi              | 12 | José Pasqualetti                                          | +001 445, |
| 1994-95 | Division 2             | 10e | 53  | 42 | 12 | 17 | 13 | 44  | 44 | 0   | 8etour        | 1ertour         |     |    | Eric Deletang               | 14 | José Pasqualetti                                          | +001 982, |
| 1995-96 | Division 2             | 22e | 25  | 42 | 4  | 13 | 25 | 29  | 72 | -43 | 7etour        | 1ertour         |     |    | Moussa Traoré               | 7  | José Pasqualetti                                          | +001 626, |
| 1996-97 | National 1 Gr B        | 12e | 45  | 34 | 11 | 12 | 11 | 47  | 37 | 10  | 7etour        |                 |     |    | Cédric Barbosa              | 12 | Jean-Pierre Brucato                                       | +000656,  |
| 1997-98 | CFA Gr B               | 8e  | 43  | 34 | 11 | 10 | 13 | 38  | 44 | -6  | 1/16f         |                 |     |    | Nicolas Debord              | 9  | Yves Brécheteau                                           | +000350,  |
| 1998-99 | CFA Gr B               | 5e  | 91  | 34 | 16 | 9  | 9  | 49  | 35 | 14  | 8etour        |                 |     |    | André Basile                | 15 | Marc Bourrier                                             |           |
| 1999-00 | CFA Gr B               | 2e  | 99  | 34 | 18 | 11 | 5  | 50  | 29 | 21  | 4etour        |                 |     |    | André Basile                | 15 | Serge Folcher                                             |           |
| 2000-01 | National               | 11e | 48  | 38 | 12 | 12 | 14 | 48  | 49 | -1  | 5etour        |                 |     |    | Stéphane Millereau          | 11 | Jacky Novi                                                | +001 174, |
| 2001-02 | National               | 8e  | 53  | 38 | 15 | 8  | 15 | 44  | 49 | -5  | 7etour        |                 |     |    | Josué Boukoko               | 11 | Jacky Novi                                                | +001 152, |
| 2002-03 | National               | 15e | 49  | 38 | 12 | 13 | 13 | 41  | 41 | 0   | 5etour        |                 |     |    | Allann Petitjean            | 11 | René Marsiglia                                            | +001 085, |
| 2003-04 | DH Languedoc           | 4e  | 60  | 24 | 9  | 9  | 6  | 42  | 29 | 13  |               |                 |     |    |                             |    | André Basile                                              |           |
| 2004-05 | DH Languedoc           | 10e | 57  | 26 | 8  | 7  | 11 | 29  | 31 | -2  |               |                 |     |    |                             |    | André Basile puis Rudy Gargallo                           |           |
| 2005-06 | DH Languedoc           | 14e | 41  | 26 | 4  | 3  | 19 | 18  | 50 | -32 |               |                 |     |    |                             |    | Patrick Synaeghel puis Rudy Gargallo puis Henri Orlandini |           |
| 2006-07 | DHR Languedoc Gr A     | 1er | 86  | 26 | 19 | 3  | 4  | 55  | 28 | 27  | 3etour        |                 |     |    | Mickaël Guider              | 16 | José Carrascosa                                           |           |
| 2007-08 | DH Languedoc           | 4e  | 74  | 26 | 14 | 6  | 6  | 41  | 25 | 16  | 5etour        |                 |     |    |                             |    | Olivier Dall'Oglio                                        |           |
| 2008-09 | DH Languedoc           | 6e  | 66  | 26 | 10 | 10 | 6  | 36  | 31 | 5   | 5etour        |                 |     |    | Marc Fontaine               | 9  | Olivier Dall'Oglio puis Michel Bénézet                    |           |
| 2009-10 | DH Languedoc           | 2e  | 81  | 28 | 15 | 8  | 5  | 44  | 19 | 25  | 6etour        |                 |     |    | Jalal Falaq                 | 14 | André Basile                                              |           |
| 2010-11 | DH Languedoc           | 2e  | 85  | 26 | 19 | 2  | 5  | 48  | 23 | 25  | 3etour        |                 |     |    | Julien Garcia               | 8  | Jean-Marie Pasqualetti                                    |           |
| 2011-12 | DH Languedoc           | 8e  | 61  | 26 | 10 | 5  | 11 | 43  | 37 | 6   | 7etour        |                 |     |    | Jalal Falaq                 | 14 | Jean-Marie Pasqualetti                                    |           |
| 2012-13 | DH Languedoc           | 1er | 89  | 26 | 19 | 6  | 1  | 57  | 18 | 39  | 3etour        |                 |     |    | Luca Vincent                | 11 | Jean-Marie Pasqualetti                                    |           |
| 2013-14 | CFA 2 Gr E             | 7e  | 62  | 26 | 9  | 9  | 8  | 37  | 34 | 3   | 8etour        |                 |     |    |                             |    | Jean-Marie Pasqualetti                                    |           |
| 2014-15 | CFA 2 Gr G             | 5e  | 64  | 26 | 10 | 8  | 8  | 36  | 25 | 11  | 7etour        |                 |     |    |                             |    | Jean-Marie Pasqualetti                                    |           |
| 2015-16 | CFA 2 Gr D             | 7e  | 55  | 24 | 8  | 7  | 9  | 41  | 46 | -5  | 5etour        |                 |     |    | Cristian Ferreira           | 8  | Jean-Marie Pasqualetti                                    |           |
| 2016-17 | CFA 2 Gr G             | 10e | 31  | 26 | 7  | 10 | 9  | 28  | 39 | -11 | 8etour        |                 |     |    | Cristian Ferreira           | 16 | Jean-Marie Pasqualetti                                    |           |
| 2017-18 | National 3 Gr Occ      | 11e | 27  | 26 | 6  | 9  | 11 | 22  | 33 | -11 | 7etour        |                 |     |    |                             |    | Hédi Taboubi                                              |           |
| 2018-19 | National 3 Gr Occ      | 2   | 53  | 26 | 16 | 5  | 5  | 46  | 22 | 24  | 8etour        |                 |     |    | -                           |    | Stéphane Saurat                                           |           |
| 2019-20 | National 3 Gr Occ      | 9   | 24  | 18 | 7  | 3  | 8  | 30  | 27 | 3   |               |                 |     |    | -                           |    | Stéphane Saurat                                           |           |
| 2020-21 | National 3 Gr Occ      | 7   | 7   | 6  | 2  | 1  | 3  | 11  | 11 | 0   |               |                 |     |    | -                           |    | Stéphane Saurat                                           |           |
| 2021-22 | National 3 - Gr Occ    | 1er | 60  | 26 | 19 | 3  | 4  | 52  | 22 | 30  |               |                 |     |    | -                           |    | Stéphane Saurat                                           |           |
| 2022-23 | National 2 - Gr C      | 10  | 38  | 26 | 11 | 10 | 5  | 41  | 36 | 5   | 7e tour       |                 |     |    | -                           |    | Stéphane Saurat Hakim Malek                               |           |
| 2023-24 | National 2 - Gr A      | 10  | 29  | 26 | 7  | 8  | 11 | 23  | 39 | -16 | 32e de finale |                 |     |    | Abdoulaye Diaby             | 6  | Hakim Malek                                               |           |
| 2024-25 | National 3 - Gr J      | 2   | 50  | 26 | 16 | 2  | 8  | 67  | 41 | 26  | 8e tour       |                 |     |    | Cheik Alan Diarra           | 17 | Hakim Malek                                               |           |
| Saison  | Champ                  | Cl  | Pts | J  | G  | N  | P  | Bp  | Bc | Dif | CdF           | CdL             | TdC | CE | M. buteur                   | B  | Entraîneur                                                | Aff       |

Champ = championnat ; Cl = classement ; Pts = points ; J = joués ; G = gagnés ; N = nuls ; P = perdus ; Bp = buts pour ; Bc = buts contre ; Dif = différence de buts

CdF = Coupe de France ; CdL = Coupe de la Ligue ; TdC = Trophée des champions ; CE = Coupes d'Europe. 

Dans le détail : C1 = Ligue des champions (depuis 1992, Coupe des clubs champions de 1955 à 1992) ; C2 = Coupe des coupes (de 1961 à 1999) ; C3 = Ligue Europa (depuis 2009, Coupe UEFA de 1971 à 2009, Coupe des villes de foires de 1955 à 1971) ; C4 = Ligue Conférence (depuis 2024, Ligue Europa Conférence de 2021 à 2024) ; CI = Coupe Intertoto (de 1995 à 2008)

M. buteur = meilleur buteur en championnat ; B = buts marqués par le meilleur buteur en championnat ; Aff = affluence moyenne en championnat.
champion, vainqueur ou meilleur buteurvice-champion ou finalistepromubarrage de promotionreléguébarrage de relégation
|}
- Les informations en italique concerne le tour d'entrée du club dans la compétition.

## Identité du club

### Noms et blasons du club
Le nom du club a subi peu de changements tout au long de son histoire. Initialement Olympique alaisien le club devient l'Olympique alésien lorsqu'en 1926, la graphie du nom de la ville est fixée sous l'impulsion du professeur Artigues, Alais devenant alors donc Alès.
En 1963, l’Olympique alésien fusionne avec le Cévennes Sport et devient l’Olympique d'Alès en Cévennes ou plus simplement OAC.
| Red Star (....-1923)       | Red Star (....-1923)       | Red Star (....-1923)       | Red Star (....-1923)       | Red Star (....-1923)       | Red Star (....-1923)       |  |  | Boxing (....-1923)                              | Boxing (....-1923)            | Boxing (....-1923)            | Boxing (....-1923)            | Boxing (....-1923)            | Boxing (....-1923)            |  |  | CS Cheminots (....-1923) | CS Cheminots (....-1923) | CS Cheminots (....-1923) | CS Cheminots (....-1923) | CS Cheminots (....-1923) | CS Cheminots (....-1923) |  |  |  |  |  |  |  |  |  |  |  |  |  |  |  |  |
| Red Star (....-1923)       | Red Star (....-1923)       | Red Star (....-1923)       | Red Star (....-1923)       | Red Star (....-1923)       | Red Star (....-1923)       |  |  | Boxing (....-1923)                              | Boxing (....-1923)            | Boxing (....-1923)            | Boxing (....-1923)            | Boxing (....-1923)            | Boxing (....-1923)            |  |  | CS Cheminots (....-1923) | CS Cheminots (....-1923) | CS Cheminots (....-1923) | CS Cheminots (....-1923) | CS Cheminots (....-1923) | CS Cheminots (....-1923) |  |  |  |  |  |  |  |  |  |  |  |  |  |  |  |  |
|                            |                            |                            |                            |                            |                            |  |  |                                                 |                               |                               |                               |                               |                               |  |  |                          |                          |                          |                          |                          |                          |  |  |  |  |  |  |  |  |  |  |  |  |  |  |  |  |
|                            |                            |                            |                            |                            |                            |  |  | Olympique alaisien (1923-1926)                  |                               |                               |                               |                               |                               |  |  |                          |                          |                          |                          |                          |                          |  |  |  |  |  |  |  |  |  |  |  |  |  |  |  |  |
|                            |                            |                            |                            |                            |                            |  |  |                                                 |                               |                               |                               |                               |                               |  |  |                          |                          |                          |                          |                          |                          |  |  |  |  |  |  |  |  |  |  |  |  |  |  |  |  |
| Cévennes Sport (....-1963) | Cévennes Sport (....-1963) | Cévennes Sport (....-1963) | Cévennes Sport (....-1963) | Cévennes Sport (....-1963) | Cévennes Sport (....-1963) |  |  | Olympique alésien (1926-1963)                   | Olympique alésien (1926-1963) | Olympique alésien (1926-1963) | Olympique alésien (1926-1963) | Olympique alésien (1926-1963) | Olympique alésien (1926-1963) |  |  |                          |                          |                          |                          |                          |                          |  |  |  |  |  |  |  |  |  |  |  |  |  |  |  |  |
| Cévennes Sport (....-1963) | Cévennes Sport (....-1963) | Cévennes Sport (....-1963) | Cévennes Sport (....-1963) | Cévennes Sport (....-1963) | Cévennes Sport (....-1963) |  |  | Olympique alésien (1926-1963)                   | Olympique alésien (1926-1963) | Olympique alésien (1926-1963) | Olympique alésien (1926-1963) | Olympique alésien (1926-1963) | Olympique alésien (1926-1963) |  |  |                          |                          |                          |                          |                          |                          |  |  |  |  |  |  |  |  |  |  |  |  |  |  |  |  |
|                            |                            |                            |                            |                            |                            |  |  |                                                 |                               |                               |                               |                               |                               |  |  |                          |                          |                          |                          |                          |                          |  |  |  |  |  |  |  |  |  |  |  |  |  |  |  |  |
|                            |                            |                            |                            |                            |                            |  |  | Olympique d'Alès en Cévennes (1963-Aujourd’hui) |                               |                               |                               |                               |                               |  |  |                          |                          |                          |                          |                          |                          |  |  |  |  |  |  |  |  |  |  |  |  |  |  |  |  |

### Couleurs et maillots
Le Bleu et le blanc sont les couleurs du club alésien depuis 1963 et la fusion avec le Cévennes Sport. Auparavant, le club a arboré différents maillots de couleur et style différents, le blanc étant la seule constante dans ces changements[réf. nécessaire].

## Palmarès et records
À l’issue de la saison 2017-2018, l'Olympique d'Alès totalise 6 participations en première division nationale, le plus haut niveau du football français, et 30 participations en deuxième division nationale,.
Le club a participé à 95 éditions de la Coupe de France, manquant seulement les six premières.
Le tableau ci-dessous récapitule tous les matches officiels disputés par le club dans les différentes compétitions nationales à l’issue de la saison 2018-2019 (excepté les six saisons de guerre de 1939-1940 à 1944-1945) :
| Championnats                               | Saisons | Titres | J    | G   | N   | P   | Bp   | Bc   | Diff |
| Division 1/Ligue 1 (1932-1959)             | 6       | 0      | 184  | 42  | 44  | 98  | 251  | 415  | -164 |
| Division 2/Ligue 2 (1933-1996)             | 30      | 1      | 1226 | 429 | 338 | 459 | 1582 | 1680 | -98  |
| National/National 1/Division 3 (1971-2003) | 12      | 0      | 388  | 164 | 108 | 116 | 560  | 433  | +127 |
| CFA (2000-2003)                            | 3       | 0      | 102  | 45  | 30  | 27  | 137  | 108  | +29  |
| CFA 2/National 3 (2013-2022)               | 9       | 1      | 298  | 150 | 75  | 73  | 296  | 199  | +97  |
| Division d4Honneur/USFSA (1924-2013)       | 24      | 1      |      |     |     |     |      |      |      |
| Autres division de Ligue (1923-2007)       | 12      | 1      |      |     |     |     |      |      |      |
| Coupes nationales                          | Saisons | Titres | J    | G   | N   | P   | Bp   | Bc   | Diff |
| Coupe de France (1923-)                    | 95°     | 0      |      |     |     |     |      |      |      |
| Coupe de la Ligue (1994-1996)              | 2       | 0      | 2    | 0   | 1   | 1   | 1    | 2    | -1   |

° dont les 6 saisons de guerre (1939-1940 à 1944-1945)

### Palmarès
Le palmarès du club compte principalement une victoire en championnat de France de seconde division.
Le club a également remporté des compétitions régionales avant l’apparition du championnat professionnel avec un titre du Championnat du Languedoc USFSA, un titre de champion du Languedoc-Roussillon et un titre de Division d'Honneur Régionale.
| Compétitions nationales | Compétitions régionales                                     |
| - Championnat de France - Meilleure performance : 13e en 1935 - Championnat de France D2 (1) - Champion : 1957 - Championnat de France D3 - Vice-champion : 1982 - Vainqueur de groupe : 1977, 1982 - Championnat de France D5 - Vainqueur de groupe : 2022 - Coupe de France - Meilleure performance : demi-finaliste en 1987 - Championnat de National 3 : Champion 2022 - Coupe de France : 16emes de finale contre Montpellier HC en 2021 / 32emes de finale contre Paris FC en 2023 | - Championnat du Languedoc-Roussillon (1) - Champion : 2013 |

### Records

#### Joueurs et entraîneurs
| Joueur             | Matchs | Période             |
| ------------------ | ------ | ------------------- |
| Jean Pelazzo       | 249    | 1953-1961           |
| Olivier Dall'Oglio | 211    | 1982-1989           |
| Pierre Zapata      | 205    | 1949-1953 1955-1961 |
| Denis Elie         | 196    | 1983-1990           |
| David Giraudo      | 182    | 1989-1995           |

Le joueur ayant disputé le plus grand nombre de matchs professionnels sous le maillot du club alésien depuis 1948 est le milieu puis défenseur français Jean Pelazzo, qui a joué 249 matchs dont 50 de Division 1 et de nombreux matchs de Division 2 de 1953 à 1961 où il assuré la fonction d'entraîneur la dernière année avant la liquidation judiciaire. Vient ensuite le défenseur natif d'Alès Olivier Dall'Oglio avec 211 rencontres entre 1983 et 1989 qui deviendra également entraîneur de l'OAC lors de la saison 2007-2008.
Le buteur le plus prolifique du club est Marcel Rouvière, qui inscrit 93 buts entre 1944 à 1948, dont 9 en Division 1. Le deuxième meilleur buteur de l’histoire du club est son contemporain André Richardot avec 70 buts marqués de 1945 à 1950.
Entraîneur durant la seconde guerre puis dans les années 1950, René Dedieu est le technicien ayant passé le plus de saisons sur le banc alésien puisqu'il y reste 16 saisons avec notamment à son actif une montée en Division 1 en 1957. Dans les années 1980, l’entraîneur Léonce Lavagne illustre également son attachement au club en occupant le banc durant dix saisons d'affilée entre 1983 et 1992.

#### Championnat
La meilleure performance des Alésiens en championnat est la treizième place obtenue en 1935.
La plus large victoire à domicile de l'Olympique d'Alès est enregistrée lors de la réception du RC Paris en 1934-1935 (7-2). À l’extérieur, la plus large victoire a lieu sur le terrain du SO Montpelliérain en 1934-1935 (0-3). La plus large défaite à domicile des Alésiens en championnat de Division 1 a lieu à deux reprises contre le FC Sochaux et contre le RC Paris lors respectivement de la saison 1934-1935 et de la saison 1947-1948 (0-5). À l'extérieur, la plus lourde défaite des Cévenols est contre l'Olympique de Marseille en 1947-1948 (8-0).

#### Affluence
Le record d’affluence dans le stade Pierre-Pibarot, anciennement stade de la Prairie, est de 17 000 spectateurs à deux reprises, lors du derby face au Nîmes Olympique en 1950, et lors de la demi-finale aller de la Coupe de France le 26 mai 1987 face aux Girondins de Bordeaux (2-2).

## Stades
| \| Stade Pierre-Pibarot \| Emplacement des différents · stades à Alès. |
| Stade Pierre-Pibarot                                                   |

L'Olympique alésien puis l'OAC ont toujours joué dans le même stade depuis 1933.
D'abord appelé Stade de la Prairie, dans lequel le club va connaître ses plus grandes heures en Division 1 et va établir un record d'affluence en 1950 lors du derby gardois face au Nîmes Olympique (17 000 spectateurs). Le stade prend, en 1980, le nom de Pierre Pibarot, joueur emblématique puis entraîneur du club.
Le stade est exclusivement utilisé pour les matchs à domicile de l'Olympique d'Alès en Cévennes avec une capacité de 10 000 places.

## Joueurs et personnalités

### Joueurs emblématiques
Plusieurs noms de joueurs resteront gravés dans l'histoire de l'Olympique alésien puis de l'OAC. Les plus anciens sont les deux internationaux français, Léon Huot et Jean Batmale qui permirent, parmi d'autres au club, de percer dans les années 1920 au sein de la redoutable Division d'Honneur du Sud-Est. Dans les années 1930, l'équipe est marqué par les prestations de Pierre Pibarot qui deviendra, par la suite, entraîneur de la génération qui remontera dans l'élite en 1947.
Il s'ensuit une période faste où plusieurs joueurs marquants vont s'illustrer sous les couleurs de l'Olympique alésien, outre Pierre Pibarot dans les années 1930, il faut également noter les prestations de Charlie Laurent ou André Chardar qui marque également ces années-là. À la fin des années 1940 et durant les années 1950, le club voit passé de nombreux jeunes joueurs prometteurs, comme Marcel Rouvière, Robert Siatka ou Yvan Garofalo mais également de grands joueurs comme Jean Pelazzo, Claude Mallet ou encore le Marocain Mohammed Abderrazack.
Après plusieurs années délicates, le club connaît un renouveau dans les années 1990 et voit éclore au sein du club de nouveaux joueurs prometteurs comme Franck Rizzetto, Sabri Lamouchi ou le Libérien James Debbah et Franck Ribéry.

### Entraîneurs
| Nom              | Période         |
| ---------------- | --------------- |
| Géza Székány     | 1932-1933       |
| René Dedieu      | 1937-1945       |
| Pierre Pibarot   | 1945-1948       |
| René Dedieu      | 1948-1950       |
| Louis Pons       | 1950-1951       |
| Robert Domergue  | 1951-1953       |
| René Dedieu      | 1953-1959       |
| Marcel Tomazover | 1959-1960       |
| Jean Pelazzo     | 1960-1961       |
| Aimé Gallinié    | 1961            |
| Jean Molla       | 1970-1974       |
| Yves Delset      | 1974-1976       |
| Guy Roussel      | 1976-1979       |
| Aimé Mignot      | 1979-1981       |
| Michel Cassan    | 1981-mars 1983  |
| Léonce Lavagne   | mars 1983-1992  |
| José Pasqualetti | 1992-sept. 1996 |

| Nom                 | Période               |
| ------------------- | --------------------- |
| Jean-Pierre Brucato | septembre 1996-1997   |
| Yves Brécheteau     | 1997-1998             |
| Marc Bourrier       | 1998-1999             |
| Serge Folcher       | 1999-2000             |
| Jacques Novi        | 2000-2002             |
| René Marsiglia      | 2002-2003             |
| André Basile        | 2003-janv. 2005       |
| Rudy Gargallo       | janvier 2005-2005     |
| Patrick Synaeghel   | 2005-janv. 2006       |
| Rudy Gargallo       | janv. 2006-avril 2006 |
| Henri Orlandini     | avril 2006-2006       |
| José Carrascosa     | 2006-2007             |
| Olivier Dall'Oglio  | 2007-nov. 2008        |
| Michel Bénézet      | nov. 2008-2009        |
| André Basile        | 2009-2010             |
| J.M. Pasqualetti    | 2010-2017             |

| Nom              | Période   |
| ---------------- | --------- |
| Hédi Toubebi     | 2017-2018 |
| Stéphane Saurat  | 2018-2022 |
| Hakim Malek      | 2022-2025 |
| J.M. Pasqualetti | 2025-     |

-

### Présidents
Parmi les présidents notables du club, on retiendra Richard Ducros (28 ans à la tête du club), qui fonde le club et lui permet d'être un des premiers clubs professionnels de France, mais également Bernard Gauthier (11 ans à la tête du club), qui a permis au club de se maintenir en Division 2 durant de nombreuses saisons.
| Nom            | Période   |
| -------------- | --------- |
| Richard Ducros | 1923-.... |
| M. Larguier    | ....-1946 |
| M. Igou        | 1946-.... |
| Richard Ducros | ....-1951 |
| Jean Sadoul    | 1951-1959 |
| Jean Bechard   | 1959-1963 |

| Nom               | Période   |
| ----------------- | --------- |
| Gaston Bernard    | 1963-1970 |
| Docteur Pelissier | 1970-1976 |
| Lello Panfallo    | 1976-1981 |
| Bernard Gauthier  | 1981-1992 |
| René Diaz         | 1992-1998 |
| Alain Mazoyer     | 1998-1999 |

| Nom               | Période     |
| ----------------- | ----------- |
| Jean-Marie Roger  | 1999-2002   |
| Thierry Allayaud  | 2002-2003   |
| Claude Crégut     | 2003-2005   |
| Christian Lasch   | 2005-2006   |
| Jean-Michel Baldy | 2006-2009   |
| Didier Bilange    | Depuis 2009 |

### Autres équipes
La réserve alésienne évolue en Régional 3 en 2018-2019, soit trois divisions en dessous de l’équipe première.
Les équipes des moins de 19 ans, des moins de 17 ans et des moins de 15 ans évoluent tous en 2018-2019 en Division d’Excellence de ligue.
| Équipes réserves                                                                       | Équipes de jeunes                                                                   |
| - Division d’Honneur du Languedoc-Roussillon (3 titres) - Champion : 1987, 1990, 2001. | - Coupe de la Ligue du Languedoc-Roussillon (-19 ans) (1 titre) - Vainqueur : 2015. |
| - Division d’Honneur du Languedoc-Roussillon (3 titres) - Champion : 1987, 1990, 2001. | Équipes féminines                                                                   |
| - Division d’Honneur du Languedoc-Roussillon (3 titres) - Champion : 1987, 1990, 2001. | - Coupe d'Occitanie (1 titre) - Vainqueur : 2018.                                   |

## Culture populaire

### Affluence
L'Olympique d'Alès a connu son record d’affluence en 1957-1958 avec 6 500 spectateurs de moyenne. Dans les années 1980-1990, l’affluence au stade était variée en fonction des résultats du clubs, entre 1 500 à 4 000 spectateurs de moyenne, avec certains matchs à plus de 10000 (Nîmes, St Etienne, Mulhouse, Bordeaux...) avant que les relégations successives n'entament l'engouement autour du club.

### Groupes de supporters
Le Kop Cévenol reste le plus célèbre groupe de supporters du club. Du milieu des années 1980 au début des années 1990, il a animé la tribune bois du stade Pierre-Pibarot. Groupe sans organisation officielle, composé d'un noyau dur d'environ 300 fidèles entre 1984 et 1991, le kop avait une capacité d'entraînement de la quasi-totalité de la tribune dite "tribune bois", environ 1000 à 2500 supporters suivant les matchs.
En 1996, la création d'un club à tendance Ultra voit le jour, les Ultras-Alès 96 (UA 96).
En 2002, une communauté est fondée sur internet, les Cévenol'Surfers. Elle rassemble les supporters de l'OAC sur ce site jusqu'au 19 mai 2007, date de la création officielle de l'association de supporters Cévenol'Surfers.
Le parrain de l'association est Maurice Amouyal, ancien joueur du club à la fin des années 1980 (notamment lors de l'épopée en coupe de France 1987). Il a été désigné par l'assemblée générale du 9 juin 2008. L'association est officiellement reconnue par le club.
Depuis février 2019, L'Union pour le Renouveau de l'OAC anime Facebook et le stade Pierre Pibarot. Ce groupe s'est créé dans le triple objectif de remettre la culture foot et club dans les esprits des Alésiens; de restaurer progressivement une ambiance au stade par la constitution d'un KOP (le KCH: Kop Cévenol Héritage); de militer par tous les moyens possibles pour un retour de l'OAC au haut niveau du football français. L'objectif de revenir en 3eme division, le National 1 paraissant un horizon minimal pour qu'Alès retrouve un niveau à la hauteur de son passé.

### Rivalités
Entre le Nîmes Olympique et l'Olympique d'Alès, deux équipes du département du Gard, la rivalité est à son comble dans les années 1980 et 90 où 22 rencontres sont disputées, dont 20 en seconde division.